# Hans Öberg
Hans Andreas „Stöveln“ Öberg (* 21. November 1926 in Gävle; † 9. März 2009 ebenda) war ein schwedischer Eishockeyspieler. Sein Bruder Carl-Göran Öberg war ebenfalls ein professioneller Eishockeyspieler. 

## Karriere
Auf Vereinsebene spielte Hans Öberg ausschließlich für den Gävle Godtemplares IK aus seiner Heimatstadt. Von 1947 bis 1964 trat er mit seiner Mannschaft in der Division 1, der damals höchsten schwedischen Spielklasse, an. In der Saison 1956/57 gewann er mit dem Gävle GIK den nationalen Meistertitel. Er selbst war maßgeblich an diesem Erfolg beteiligt und erhielt den Guldpucken als Schwedens Spieler des Jahres.  

### International
Für Schweden nahm Hans Öberg an den Olympischen Winterspielen 1952 in Oslo und 1956 in Cortina d’Ampezzo teil. Bei den Winterspielen 1952 gewann er mit seiner Mannschaft die Bronzemedaille. Als bestes europäisches Team wurde Schweden zudem Europameister. Zudem stand er im Aufgebot seines Landes bei den Weltmeisterschaften 1953, 1954, 1957 und 1958. Bei den Weltmeisterschaften 1954 und 1958 gewann er mit seiner Mannschaft jeweils die Bronze-, bei den Weltmeisterschaften 1953 und 1957 jeweils die Goldmedaille. Bei den Weltmeisterschaften 1953 und 1957 wurde er zudem mit Schweden Europameister.

## Erfolge und Auszeichnungen
- 1957 Schwedischer Meister mit dem Gävle Godtemplares IK
- 1957 Guldpucken
- 1963 Rinkens riddare

### International
| - 1952 Bronzemedaille bei den Olympischen Winterspielen - 1953 Goldmedaille bei der Weltmeisterschaft - 1954 Bronzemedaille bei der Weltmeisterschaft | - 1957 Goldmedaille bei der Weltmeisterschaft - 1958 Bronzemedaille bei der Weltmeisterschaft |